# Maria Lucyga
Maria Lucyga (ur. 11 kwietnia 1866 w Mysłowicach, zm. 22 października 1948 w Szopienicach) – polska działaczka narodowa, sanitariuszka powstańcza.

## Życiorys
Urodziła się 11 kwietnia 1866 roku w Mysłowicach w rodzinie robotniczej Trecińskich. Zdobyła jedynie elementarne wykształcenie.
Po wyjściu za mąż za górnika Pawła Lucygę zamieszkała w Szopienicach (późniejsza część Katowic), gdzie w 1904 roku założyła Czytelnię dla Kobiet, będąc jednocześnie jej pierwszą przewodniczącą. Była z powodu szerzenia czytelnictwa polskich książek kilkakrotnie represjonowana. Należała także do Towarzystwa Polek, któremu kierowała.
W swoim domu przechowywała broń i amunicję dla Polskiej Organizacji Wojskowej Górnego Śląska. Po I powstaniu śląskim musiała opuścić Górny Śląsk, na który wróciła po ogłoszeniu amnestii. Podczas III powstania śląskiego była łączniczką i organizowała opiekę sanitarną. W 1922 roku w imieniu Towarzystwa Polek witała wkraczające na Górny Śląsk Wojsko Polskie. W dalszych latach była czynna w różnych organizacjach społecznych.
Zmarła 22 października 1948 roku w Szopienicach.

## Ordery i odznaczenia
- Krzyż Niepodległości[2]